# Носталгия (филм)
„Носталгия“ (на руски: Ностальгия; на италиански: Nostalghia) е филм от 1983 г. на руския (съветски) режисьор Андрей Тарковски.

## Сюжет
Внимание:  Текстът по-долу разкрива сюжета на произведението (или части от него)!
Руският писател Андрей Горчаков пристига в Италия, за да събере сведения за книга, посветена на музиканта Павел Сосновски. Последният е бил крепостен селянин, който избягал в Италия и тук станал известен музикант. Впоследствие, измъчван от носталгия, се върнал в родината си, но там останал непризнат от никого, пропил се и завършил живота си със самоубийство.
Обикаляйки заедно със своята преводачка Еуджения из северна Италия, Горчаков попада в Баньо Виньони. В стария римски курорт с минерални бани, той среща странния Доменико. За него околните говорят, че е ненормален. Преди време е затворил цялото си семейство и го е държал под ключ седем години. Умопобърканият бивш математик смятал, че така ще го предпази от злото по света. Наложило се да се намеси полицията и да освободи децата и жена му. Сега Доменико има друга фикс-идея. Той вява, че ако успее да преплува басейна Санта Кристина със запалена свещ, ще спаси човечеството. Апатичният към природните и културни забележителности на Италия Горчаков проявява неочакван интерес към умопобъркания. Той вижда смисъл в постъпките му, които за другите са просто лудост. Доменико го моли да премине вместо него басейна, тъй като той не е допускан вътре. Първоначално писателят е склонен да приеме предложението, но впоследствие се отказва.
Досада и меланхолия са обзели душата на Горчаков. В ума му блуждаят образите на родния дом и близките му. Връзката с Еуджения е краткотрайна. Тя го напуска. Горчаков научава, че Доменико е в Рим. Там от скелето на статуята на Марк Аврелий, той държи реч срещу „нормалните“, обвинявайки ги за лошия свят, в който живеем. След като призовава за единение между „нормални“ и „болни“, Доменико се самозапалва.
Малко преди да отпътува за Русия, Горчаков неочаквано решава да изпълни обещанието си. Когато пристига в Баньо Виньони, заварва басейна изпразнен за почистване. На два пъти писателят се опитва да го прекоси със запалена свещ, а вятърът я угася. Горчаков не се чувства добре, но не се отказва. Третият път сполучва да се добере до отсрещния бряг, ала получава сърдечен удар. Преди да падне успява да закрепи все още горящата свещ на ръба на басейна. В угасващото му съзнание се мярка скромният дървен дом, неочаквано озовал се сред развалините на готическа катедрала. От италианското небе се сипе руски сняг. Може би единението на хората от различните светове е най-после осъществено.

## За филма
Андрей Тарковски и Тонино Гуера започват работа по сценария на „Носталгия“ през 1980 г., скоро след смъртта на майката на руския режисьор, Мария Вишнякова, на която е посветен филмът. Снимките протичат в периода 1981 – 1982 г.
Идеята за единение е водеща във филма. Още в началото Горчаков заявява, че държавните граници трябва да бътат премахнати. Доменико поставя две капки зехтин на дланта си, показвайки как те се сливат в една голяма капка. На стената в обиталището му е изписано 1+1=1. Впоследствие той апелира за съединение между „болни“ и „нормални“. На финала дървеният руски дом от виденията на писателя се озовава в развалините на готическа катедрала.
Още преди да са приключили снимките, у Тарковски се поражда желанието да не се връща в СССР, където свободата му на творец е силно ограничена от тоталитарния режим. В същото време той се чувства чужденец в Западна Европа. Дори нейната култура и изкуство, станали достояние на цялото човечество, не могат да премахнат носталгията към дома. Тези му настроения са отразени в съдбата на крепостния музикант Сосновски, а и чрез самия Горчаков.
Във филма звучат стихове на поета Арсений Тарковски. Музиката на великите западноевропейски композитори е съчетана с руски народни напеви. Редуват се цветни и черно-бели кинокадри, подход превърнал се в художествено изразно средство, характерно за творчеството на Тарковски.

## Актьори и персонажи
- Олег Янковски – Андрей Горчаков, руски писател
- Ерланд Юсефсон – Доменико, умопобъркан бивш математик (озвучен от Серджо Фиорентини)
- Домициана Джордано – Еуджения, преводачка (озвучена от Лиа Танци)
- Патриция Террено – съпруга на Горчаков
- Лаура де Марки
- Делия Боккардо – съпруга на Доменико
- Милена Вукотич

## Екип
- Сценаристи – Андрей Тарковски, Тонино Гуера
- Режисьор – Андрей Тарковски
- Оператор – Джузепе Ланчи
- Композитори – Лудвиг ван Бетховен, Джузепе Верди, Клод Дебюси
- Художник – Андреа Грисанти
- Монтаж – Амедео Салфа, Ерминия Марани
- Костюми – Лина Нерли Тавиани
- Специални ефекти – Паоло Ричи

## Награди
- 1983 г. – Награда ФИПРЕСИ за Андрей Тарковский от Международния кинофестивал в Кан.
- 1983 г. – Награда в категорията „Най-добър режисьор“ за Андрей Тарковски от Международния кинофестивал в Кан.
- 1983 г. – Награда на екуменическото жури за Андрей Тарковский от Международния кинофестивал в Кан

## Номинации
- 1983 г. – Номинация за „Златна палма на ветровете“ от Международния кинофестивал в Кан.